# Dorothy Sebastian
Dorothy Sebastian (26 de abril de 1903-8 de abril de 1957) fue una actriz de teatro y cine estadounidense.

## Primeros años
Sebastian nació y se crio en Birmingham, Alabama , hija de Licurgo (Lawrence) y Stella Robert Armstrong Sabiston. Un artículo en el sitio web de la Asociación de Graduados Nacionales de la Universidad de Alabama señaló: "La mayoría de las cuentas indican que nació como Stella Dorothy Sabiston (cambió la ortografía de su apellido después de salir de casa) ..."
Desde niña, aspiraba a ser bailarina y actriz de cine. Su familia frunció el ceño ante ambas ambiciones, así que, huyó a Nueva York a la edad de 15 años. A su llegada a la ciudad de Nueva York, el acento sureño de Sebastian era lo suficientemente grueso como para "cortarlo con un cuchillo". Ella siguió a varios agentes teatrales antes de regresar por la noche a una habitación alquilada por 12 dólares al mes, después de haber sido rechazada sistemáticamente.

## Carrera

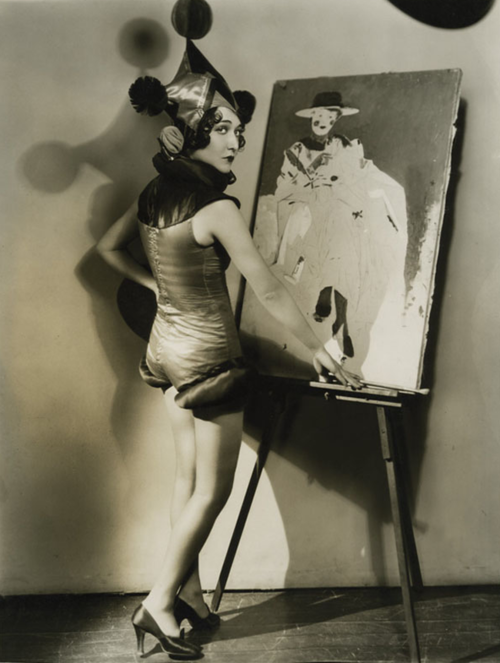
Sebastian fotografiada por Ruth Harriet Louise.

Antes de aparecer en películas, Sebastian protagonizó la revista musical George White's Scandals. Su primer contacto en Hollywood fue Robert Kane, quien le dio una prueba de pantalla en los United Studios. Coprotagonizó junto a Joan Crawford y Anita Page una popular serie de MGM de dramas románticos incluyendo Our Dancing Daughters (1928) y Our Blushing Brides (1930). Sebastián también apareció en Spite Marriage (1929), donde fue elegida junto a un entonces casado Buster Keaton, pero con quien comenzó una aventura.
A mediados de la década de 1930, Sebastian se semiretiró de la actuación después de casarse con William Boyd. Después de su divorcio en 1936, regresó a la actuación apareciendo en su mayoría en pequeños papeles. Su última aparición en pantalla fue en la película de 1948 The Miracle of the Bells.

### Composición de canciones
A Sebastian se le atribuye la coescritura de "The Leaves Mustn't Fall", una canción de Moon Mullican. Mullican la registró entre 1950 y 1958, y se ha convertido en un estándar de Bluegrass.

## Vida personal
Sebastian se casó con el actor William Boyd en diciembre de 1930 en Las Vegas, Nevada. Se habían conocido en el set de Su primer comando en 1929. Se divorciaron en 1936.
En 1947, Sebastian se casó con el empresario de Miami Beach, Harold Shapiro con quien permaneció casada hasta su muerte.

### Asuntos legales
El 7 de noviembre de 1938, fue declarada culpable en un tribunal de justicia de Beverly Hills por conducir ebria. La noche en que fue arrestada, había estado cenando en casa de Buster Keaton con su sobrino. Le dieron una sentencia de cárcel suspendida de 30 días y pagó una multa de $ 75.
En 1940, se le negó a Sebastian un premio de $ 10,000 de un tribunal de San Diego. Había aparecido en un acto benéfico de la Cruz Roja en San Francisco en 1937, y no pagó la factura del hotel. Ella sostuvo que el promotor del evento debería haber pagado la factura. Un empleado del Hotel Plaza sacó la demanda, acusando de "defraudar a un posadero". La Corte Suprema del Estado de California revocó la decisión de la corte inferior, que le había otorgado el dinero por un juicio malicioso.

## Muerte y legado
El 8 de abril de 1957, Sebastian murió de cáncer en el Motion Picture & Television Country House and Hospital, California. Está enterrada en el Cementerio de Holy Cross en Culver City, California.
Por su contribución a la industria cinematográfica, Dorothy Sebastian tiene una estrella en el Paseo de la Fama de Hollywood en 6655 Hollywood Boulevard. Fue dedicado el 8 de febrero de 1960.